# پرستوی باهاما
پرستوی باهاما (نام علمی: Tachycineta cyaneoviridis) نام یک گونه از سرده پرستوهای تندروپر است.